# Saint-Pardoux-Morterolles
Saint-Pardoux-Morterolles település Franciaországban, Creuse megyében. Lakosainak száma 211 fő (2022. január 1.). Saint-Pardoux-Morterolles Faux-Mazuras, Royère-de-Vassivière, Soubrebost, Saint-Junien-la-Bregère, Saint-Martin-Château, Saint-Pierre-Bellevue és Vidaillat községekkel határos.

## Népesség
A település népessége az elmúlt években az alábbi módon változott:
| Lakosok száma | 366  | 254  | 254  | 218  | 212  | 207  | 206  | 201  | 205  | 211  |
|               | 1968 | 1982 | 1990 | 2006 | 2013 | 2015 | 2017 | 2019 | 2020 | 2022 |